# Lučina (Jajce)
Pour les articles homonymes, voir Lučina.
Lučina (en cyrillique : Лучина) est un village de Bosnie-Herzégovine. Il est situé dans la municipalité de Jajce, dans le canton de Bosnie centrale et dans la fédération de Bosnie-et-Herzégovine. Selon les premiers résultats du recensement bosnien de 2013, il compte 142 habitants.
Avant 1981, le village était rattaché à la localité de Marušići ; depuis 1981, il est recensé comme une entité administrative à part entière.

## Démographie

### Évolution historique de la population
| 1948 | 1953 | 1961 | 1971 | 1981 | 1991 | 2013 |
| ---- | ---- | ---- | ---- | ---- | ---- | ---- |
| -    | -    | -    | -    | 148  | 172  | 142  |

|  |

### Répartition de la population par nationalités (1991)
En 1991, les 172 habitants du village étaient tous croates.